# Зидани Мост
Зидани Мост (словен. Zidani Most) је село у општини Лашко, која припада Савињској регији у Републици Словенији.
По попису становништва из 2011. године насеље Зидани Мост имало је 284 становника.

## Локалне знаменитости
Град се налази ушћу реке Савиње у Саву. Ово саобраћајно чвориште је веома значајна железничка раскрсница, где се пруга направљена 1862. године наставља за исток. То је пруга Љубљана–Загреб–Београд. Други део пруге иде према Штајерској и Марибору. У месту се налази камени мост, чији се одсјај лепо види у зеленој реци Сави.
Насеље се заједно са каменим мостом и Црквом Св. Егидија спомиње 1224. године. У 15. веку војвода Јан Витовац је срушио мост и тамошњи град у борбама против Хабзбурговца.
На крају Другог светског рата у Зиданом Мосту су партизани стрељали више хиљада људи, махом Срба и Црногораца. Данас се у Зиданом Мосту одаје почаст - парастос палим жртвама.